# リコチェットマイガール
リコチェットマイガールは、日本のロックバンド。2011年に稲荷直史を中心としたバンドとして結成され、その後メンバーの脱退などを経て2017年2月に稲荷のソロプロジェクトに移行。2018年2月、活動終了が発表される。
バンド名はくるりの「ricochet」という曲の歌詞に由来しているが、読み仮名を当時のメンバー全員が勘違いしていたため、正しい読みの「リコシェ」ではなく「リコチェット」が正式にバンド名として採用された。

## 来歴
2011年2月、当時ドラマーだった稲荷直史が加入していたバンドを解散させるにあたって
「どうせまたバンドをやるなら前に出て歌ってみたい」という思いつきにより大学の同級生や高校時代の友人を巻き込み結成。7月に稲荷の大学の先輩にあたる現メンバーの渡辺裕之が加入し、10月、自主制作音源「エンドロールe.p.」を会場限定盤として300枚限定で発売し完売。(現在は廃盤)
2012年12月、初のワンマンライブ「本人不在」を新宿レッドクロスで開催。同日に自主制作音源「トランスファー」をライブ会場、ディスクユニオン等のオンラインショップ限定で発売し、2年間で1000枚の在庫を完売させる。
2013年3月、結成当初からメンバーとして活動していたギタリストの斉藤遼と当時のドラマーが就職を機に脱退。
2014年6月より大内岳がサポートドラマーとしてライブに参加。同年10月、初の流通盤となる1stミニ・アルバム『きっと鳴り止まない』をタワーレコード限定リリースし、発売週にはタワーレコード新宿店総合アルバムチャート12位を記録。同時に全国7カ所を巡るツアーも敢行。
2015年3月、下北沢CLUB QUEで現メンバー初のワンマンライブとなる「何かのワンマン」を開催。7月、2ndミニ・アルバム『ランドリー』を全国リリース。バンドにとっては初めての全国流通盤となった。同時に全国11箇所を巡るリリースツアーと初のタワーレコードインストアツアー6公演を敢行。この年は、「MINAMI WHEEL」や「下北沢にて」等、各地のサーキットベントにも多数出演。
2016年12月、渡辺が脱退を発表し、サポートメンバーとして有島コレスケが参加。
2017年2月、石川拓実の脱退を発表し、稲荷のソロプロジェクトとなる。同年11月、ソロプロジェクトとしての最初のリリースとなるミニ・アルバム『TEXT』を発売。
2018年2月24日、東京で実施したライブをもってリコチェットマイガール名義での活動を終了することと、以降は本名で活動を継続することを発表した。

## メンバー

### 活動終了時のメンバー
稲荷 直史（いなり なおふみ、1991年11月19日 - ）
- ボーカルとキーボード、全楽曲の作詞・作曲を担当。
- 東京都出身。
- バンドを始めた頃はドラマーやベーシストとして活動していた。
- ソロで弾き語りなどもするほか、キーボーディストとしてグッバイフジヤマや珠麟をはじめとした多数のアーティストのライヴサポートの活動をしていた経歴を持つ。

### 途中脱退したメンバー
斉藤 遼（さいとう りょう、1991年9月28日 - ）
- ギターとコーラスを担当。
- 2013年3月に就職を機に脱退。

渡辺 裕之（わたなべ ひろゆき、1988年10月2日 - ）
- 東京都大田区出身。
- ベースを担当。
- 2011年7月に正式メンバーとして加入。
- 稲荷とは大学の先輩後輩。
- 2016年12月2日に家庭の事情のため脱退を発表。

石川 拓実（いしかわ たくみ、1992年3月1日 - ）
- 神奈川県出身。
- ギターを担当。
- 2013年9月に正式メンバーとして加入。
- ギタリストとしてレコーディングサポートの活動などもしている。
- 愛称は「うさげ」
- 2017年2月20日に個人の環境の変化のため脱退を発表。

### サポートメンバー
藤本 光太郎（ふじもと こうたろう）
- ドラムを担当。
- 2013年〜2014年の間、サポートメンバーとして活動。
- 1st mini album「きっと鳴り止まない」にサポートドラマーとして参加している。
- TOKYOGUMの正式メンバー。

大内 岳（おおうち がく、1991年7月8日 - ）
- 神奈川県出身。
- ドラムを担当。
- 2014年6月よりサポートメンバーとして活動。
- 2ndミニアルバム『ランドリー』よりレコーディングにも参加している。
- TRUMANの正式メンバーであり、様々なバンドでのサポート経歴を持つ。

## ディスコグラフィー

### シングル
|          | 発売日        | タイトル                            | 収録曲                                  | 品番      | 備考                                    |
| -------- | ------------- | ----------------------------------- | --------------------------------------- | --------- | --------------------------------------- |
| 会場限定 | 2016年2月10日 | そのときはよろしく / モータープール | 1. そのときはよろしく 2. モータープール | －        |                                         |
| 1st      | 2016年7月20日 | 東京 / skirt!                       | 1. 東京 2. skirt!                       | TOTR-1604 | タワーレコード限定販売・初回特典DVD付き |
| 配信限定 | 2017年6月21日 | 25時過ぎに君と見た海は              | 1. 25時過ぎに君と見た海は               | －        |                                         |

### ミニ・アルバム
|          | 発売日         | タイトル           | 収録曲 | 品番      | 備考                                              |
| -------- | -------------- | ------------------ | --- | --------- | ------------------------------------------------- |
| 会場限定 | 2011年10月13日 | エンドロールe.p.   | 1. エンドロール 2. サイロ 3. 目をみて話せたら 4. J-ROCK                                                                                         | －        |                                                   |
| 会場限定 | 2012年12月8日  | トランスファー     | 1. エスケープ 2. パーカー娘と犯罪者 3. preview 4. 虹 5. サブカル少女と数学者 6. トランスファー                                                  | －        |                                                   |
| 1st      | 2014年10月22日 | きっと鳴り止まない | 1. 雨が降っている 2. スロウハイツ 3. 炭酸水と12月の花嫁 4. きっと鳴り止まない 5. 新宿にて 6. wedding song 7. プロローグ                         | TOTR-1405 | タワーレコード限定販売・初回特典DVD付き           |
| 2nd      | 2015年7月1日   | ランドリー         | 1. さよならも言えなかった 2. 待ってる 3. スペア 4. 夜更けてく前のライダー 5. 未来 6. 目をみて話せたら 7. ターミナル                             | TOTR-1504 | 初回特典DVD付き・ボーナストラック「良くない」収録 |
| 3rd      | 2017年11月8日  | TEXT               | 1. continue 2. エスケープ 3. トランスファー 4. ねぐせをなおして 5. そのときはよろしく (TEXT ver.) 6. TEXT 7. 25時過ぎに君と見た海は (TEXT ver.) | SLHT-001  | ソロ体制となってから初のアルバム                  |